# Manoir de Roblin
Le manoir de Roblin est un édifice situé à Ploërmel en France.

## Localisation
Le manoir est situé sur le territoire de la commune de Ploërmel, au lieu-dit Roblin, dans le département du Morbihan en région Bretagne.

## Description
Manoir, dans une ancienne cour fermée, construit au XVIIe siècle. Édifice à un étage carré en moellons de granite et de schiste. Toiture à longs pans couverte d'ardoises, pignon couvert.

## Historique
Le manoir est inscrit à l'inventaire général du patrimoine culturel en 1984.